# Johannes Gentzen
Johannes Gentzen (1906 — 26 de maio de 1940) foi um piloto alemão da Luftwaffe durante a Segunda Guerra Mundial. Abateu 18 aeronaves inimigas, o que fez dele um ás da aviação. Foi o primeiro ás da aviação da Segunda Guerra Mundial e o único da campanha da Polónia, tendo alcançado 7 vitórias no dia 14 de setembro de 1939, durante a campanha na Polónia.